# Vilmos Vanczák
Vilmos Vanczák, född 20 juni 1983 i Miskolc, är en ungersk före detta fotbollsspelare.

## Karriär

### Klubblag
Vilmos Vanczák startade sin karriär i Diósgyőri där han gjorde sin debut som 15-åring. Han tillbringade den efterföljande säsongen i Vasas ungdomslag innan han flyttade till Újpest 2001. Under sin första säsong spelade han bara tre matcher i ligan, samma år vann även Újpest cupen. Under sina fem säsonger i klubben så blev han utlånad två gånger; först till Újpests B-lag och senare till belgiska Sint-Truiden.
I juli 2007 skrev Vanczák på för schweiziska FC Sion. I Sion vann han den Schweiziska cupen 2009, 2011 och 2015.

### Landslag
Vanczák gjorde sin debut för Ungerns landslag under 2004, och gjorde sitt första mål i en vänskapsmatch mot Ryssland i mars 2010. Han har även gjort mål i EM-kvalet 2012 mot Moldavien, samt i VM-kvalet 2014 mot Rumänien.

## Meriter
Újpest
- Ungerska cupen: 2002

Sion
- Schweiziska cupen: 2009, 2011, 2015